# Wald (Cham járás)
Wald település Németországban, azon belül Bajorországban. Lakosainak száma 3081 fő (2023. december 31.).

## Népesség
A település népessége az elmúlt években az alábbi módon változott:
| Lakosok száma | 403  | 1352 | 2069 | 2339 | 2786 | 2785 | 2855 | 2895 | 3018 | 3081 |
|               | 1875 | 1950 | 1975 | 1987 | 2012 | 2014 | 2016 | 2017 | 2021 | 2023 |